# Ricardo Matte Pérez
José Adolfo Ricardo Matte Pérez (Santiago 20 maart 1860 - aldaar 16 augustus 1913) was een Chileens landeigenaar en politicus.

## Biografie
Hij was de zoon van afgevaardigde en senator Domingo Matte Messía (1812-1893) en Rosario Pérez Vargas. Matte studeerde geesteswetenschappen aan het Instituto Nacional en rechten aan de Universiteit van Chili, waar hij afstudeerde als doctor in de rechten.
Ricardo Matte was lid van de Partido Conservador (Conservatieve Partij). Tijdens de Chileense Burgeroorlog (1891) koos hij de kant van het Congres. Van 1891 tot 1900 was hij lid van de Kamer van Afgevaardigden en van 1900 tot 1913 van de Senaat (voorzitter 1911-1912; 1912-1913). Van 27 november 1899 tot 3 november 1900 en van 7 april tot 1 september 1903 was hij minister van Oorlog en Marine en van 1 september tot 22 oktober 1903 was hij minister van Binnenlandse Zaken van Chili.
Als minister van Oorlog en Marine heeft hij zich sterk gemaakt voor de verbetering van de kwaliteit van het Chileense leger.
Ondanks het bezit van uitgestrekte landerijen overleed hij toch als berooid man. Veel van zijn vermogen had hij de afgelopen jaren in zijn herverkiezingscampagnes gestoken. Hij financierde ook de campagnes van minder vermogende collega politici van de conservatieve partij.

## Familie
Zijn vader, Domingo Matte Messía, was namens de Partido Conservador en later de Partido Nacional lid van de Kamer van Afgevaardigden en de Senaat. Ricardo had twaalf broers en zussen, van wie er enkelen tijdens hun leven op de voorgrond traden: Augusto (1843-1913), bankier, diplomaat en minister; Eduardo (1847-1902), politicus; Claudio (1858-1956), politicus en hoogleraar; Delia (?-?), feministe; en Domingo (1873-?), landbouwer en grootvader van Arturo Matte. Ricardo was het enige lid van zijn familie die behoorde tot de Partido Conservador (zijn andere broers behoorden tot het liberale kamp).
Ricardo Matte was getrouwd met Luisa Amunátegui Reyes en had zeven kinderen, van wie er één als klein kind overleed. Zijn dochter María Josefina Rosa Matte Amunátegui was getrouwd met generaal Pedro Pablo Dartnell.

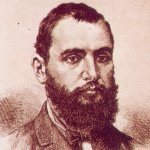